# Peter Dickinson (compositeur)
Pour les articles homonymes, voir Peter Dickinson.
Peter Dickinson est un compositeur et musicologue britannique né le 15 novembre 1934 à Lytham St Annes dans le Lancashire et mort le 16 juin 2023.